# Музей транспорта и техники (Окленд)
Музей транспорта и техники (англ. Museum of Transport and Technology; МОТАТ) — исторический музей науки и техники, расположенный в Окленде (Новая Зеландия). Находится в районе Вестерн-Спрингс, рядом расположены стадион, Оклендский зоопарк и парк Вестерн-Спрингс. В обширной коллекции музея представлены гражданские и военные самолеты, а также различные наземные транспортные средства. На постоянной основе действует программа реставрации и сохранения исторических образцов техники. Эту работу по большей части проводят добровольцы, многие из которых связаны с музеем свыше 40 лет. После принятия в 2000 году «Закона о Музее транспорта и техники» музей получил штатный состав профессиональных хранителей и администраторов, а волонтёрам была оказана поддержка, обеспечивающая их деятельность и гарантирующая музею дальнейшее существование. Популяризация музея в настоящее время осуществляется в рамках государственных программ.
Музей основан в 1960 году объединением из нескольких групп, включая Old Time Transport Preservation League, образованной в 1957 году и занимавшейся сохранением трамваев и железнодорожных локомотивов. Официальное открытие состоялось в 1964 году.

## Музей на Грейт-Норт-роуд
Первая часть музея построена вокруг бывшей насосной станции, осуществлявшей водоснабжение Окленда. Она была построена по заданию городского совета известным инженером Уильямом Эррингтоном и стала первым комплексом, осуществлявшим подачу в город воды под давлением. Соседнее болото было превращено в искусственное озеро глубиной 1,8 м, которое наполнялось за счет трёх природных источников. Сейчас это Вестерн-Спрингс-Лейк и окружающий его парк. Насос приводился в движение двухцилиндровой компаунд-машиной конструкции Артура Вулфа, построенная компанией John Key and Sons из Керколди (Шотландия). Той же фирмой были изготовлены ланкаширские котлы, обеспечивавшие насос машину паром. Официальное открытие насосной станции состоялось 10 июля 1877 года. В 1928 году паровую станцию сменила обширная система оклендских плотин. В 2002 году, после землетрясения, здание станции было отремонтировано и укреплено, в начале 2005 года началось восстановление паровой машины. 11 октября 2007 года машина впервые за 79 лет была запущена на сжатом воздухе, а 29 ноября того же года испытана на пару. 19 апреля 2008 года состоялось официальная сдача в эксплуатацию. В рабочем состоянии находится ещё несколько паровых машин, включая паровой двигатель Танги 1910 года и паровой двигатель тройного расширения 1911 года фирмы Campbell Calderwood из Пейсли (Шотландия), ранее установленный на пароме Greycliffe, затонувшем 3 ноября 1927 года после столкновения с RMS Tahiti. Позднее он использовался на молочном заводе в Тирау. Вместо пущенных на лом ланкаширских котлов пар для машин производится котлом конструкции Дэниэла Адамсона, изготовленным в 1957 году, который ранее работал на Frankham’s Mill в Тауранге.
Экспонаты музея включают в себя трамваи, поезда, старинные двигатели, вагоны, автомобили, автобусы, троллейбусы и грузовики, в том числе пожарные машины, электрооборудование и общие научно-технические образцы. Среди экспонатов, связанных с освоением космоса, представлены ракеты MGM-5. Здесь же воссоздано поселение в колониальном стиле с домами, магазинами, постройками береговой охраны и кузницей.
Музейная типография демонстрирует технологию печати, включая изготовление шрифтов, набор и получение оттисков. Печатные станки управляются добровольцами, здесь изготавливаются подарочные отпечатки и небольшие книги.
В 1970-х посетителей музея развлекал барбершоп-хор, позднее превратившийся в Auckland City of Sails Chorus.
Павильон «Пионеры авиации» посвящён ранним попыткам человека подняться в воздух. В экспозиции представлены детали экспериментального аппарата Ричарда Пирса (по утверждению некоторых источников, он совершил полёт раньше братьев Райт), точная копия его летавшего аппарата, и третий аппарат с наклонным ротором, предназначавшийся для вертикального взлета и посадки. В павильоне также находятся экспонаты из лётной школы братьев Уолш, библиотека и архив материалов по транспорту, названые в их честь и доступные для всех посетителей музея и веб-сайта. Экспозиция также посвящена перелёту Чарльза Кингсфорд-Смита через Тасманово море на самолёте Southern Cross, перелёту Джин Баттен из Англии в Новую Зеландию и последующим попыткам установить новые рекорды. Крупные гражданские самолёты, включая гидросамолёты Pan American Airways и Imperial Airways конца 1930-х годов и летающие лодки компании TEAL 1940-х и 1950-х годов, находятся во второй части музея. Там же выставлен двигатель самолёта Джин Баттен Percival Gull.
Коллекция дорожного транспорта насчитывает более 100 автомобилей, грузовиков и мотоциклов, которые находятся в основной экспозиции на ротационной основе. Наиболее интересными образцами являются один из первых автомобилей Trekka — производившиеся в Новой Зеландии между 1966 и 1973 годами вспомогательные машины, на основе шасси и двигателя чехословацкой «Шкоды». Также здесь представлены гоночный автомобиль 1960-х годов Cooper Climax, автомобиль начала XX века американской компании Brush Motor Car Company, автомобиль International horseless carriage, автомобиль с цистерной для пива Austin Motor Company (первый в Новой Зеландии) и ряд других транспортных средств. Также в экспозиции можно увидеть трактора Ferguson Company, которые Эдмунд Хиллари использовал, чтобы создать склады продовольствия для Трансантарктической экспедиции Британского содружества, с которой он 3 января 1958 года достиг Южного полюса.
В музее также находится небольшая коллекция полицейских автомобилей, в том числе патрульные автомобили и мотоциклы Новозеландского департамента транспорта, дорожные полицейские обязанности которого были переданы полиции Новой Зеландии в начале 1990-х годов. До 2011 года здесь же хранилась коллекция из более чем 40 автомобилей новозеландской полиции.
В первой части музея находятся и трамваи, которые осуществляют ежедневное сообщение между первой и второй частями музея через Вест-Спрингс-Парк и Оклендский зоопарк. В 2007 году вступила в строй дополнительная трамвайная линия.

## Музей на Моушенс-роуд / Меола-роуд

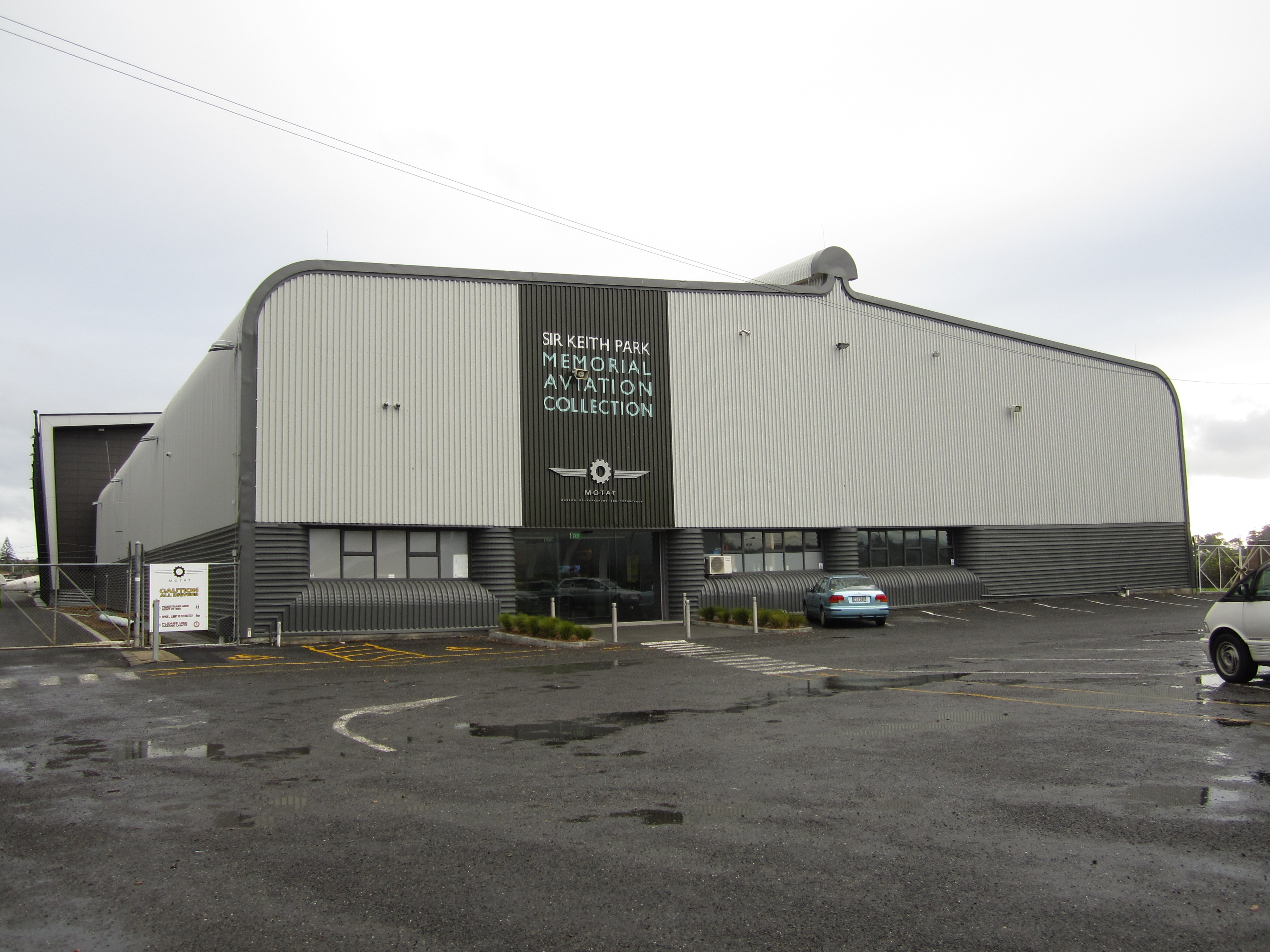
Здание авиационного музея

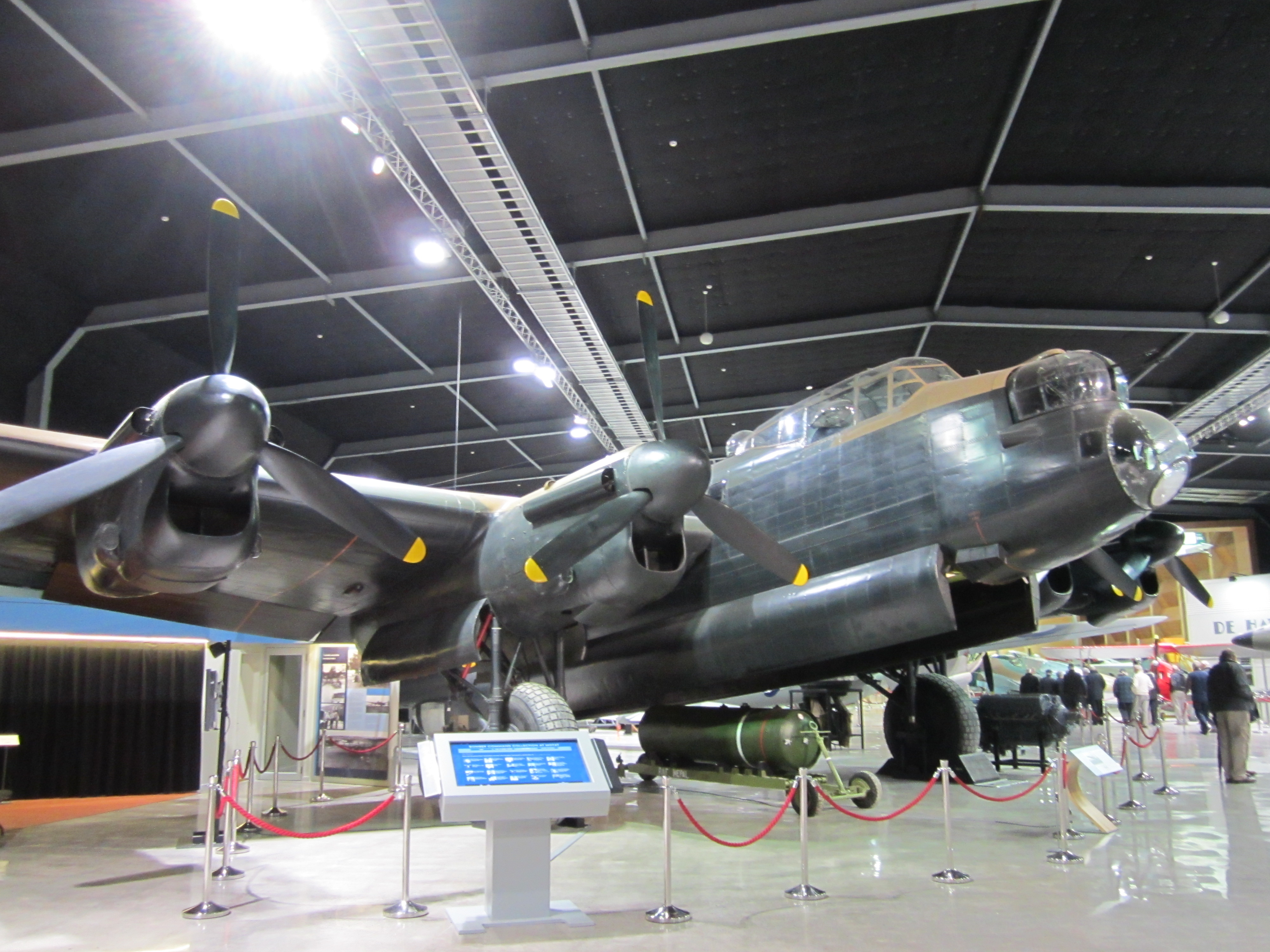
Бомбардировщик Avro Lancaster в экспозиции музея

9 сентября 2011 года открылась вторая часть музея, посвящённая истории авиации — Sir Keith Park Memorial Aviation Collection.
Новая часть музея названа в честь Кейта Парка, героя-лётчика Битвы за Британию и Обороны Мальты. Основная авиационная коллекция расположилась на отдельной территории, прилегающей к Ваитемата-Харбор и Оклендскому зоопарку. Экспозиция рассказывает о пилотах Воздушных сил флота Великобритании и RAF Bomber Command, истории радаров и авиационной техники, а также о других видах транспорта, но её основой являются гражданские самолёты Новой Зеландии и некоторых самолёты Королевских ВВС Новой Зеландии. В коллекции представлены торпедоносец Grumman Avenger TBF-1 NZ2527 1943 года, переданный в вечную аренду фирмой De Havilland реактивный палубный штурмовик Douglas A4K Skyhawk и тренировочный самолет Aermacchi MB-339.
В военной секция также представлены восстановленные образцы дорожной техники Второй мировой войны: военные грузовики, легкие гусеничные машин и танки союзных войск. Военная секции регулярно проводит дни открытых дверей, во время которых демонстрируются транспортные средства на ходу и историческое обмундирование.
Во вторую часть музея также включена действующая железная дорога длиной 1 км со станциями и коллекцией локомотивов и подвижного состава бывших Государственных железных дорог Новой Зеландии.
9 сентября 2011 был построен новый ангар, в котором появились новые экспонаты: De Havilland Mosquito и Lockheed Hudson. Сюда же были перемещены Short S25 Sunderland Mk V и NAC DC3 Dakota, капитальный ремонт которых завершился в 2012 году.

## Коллекции

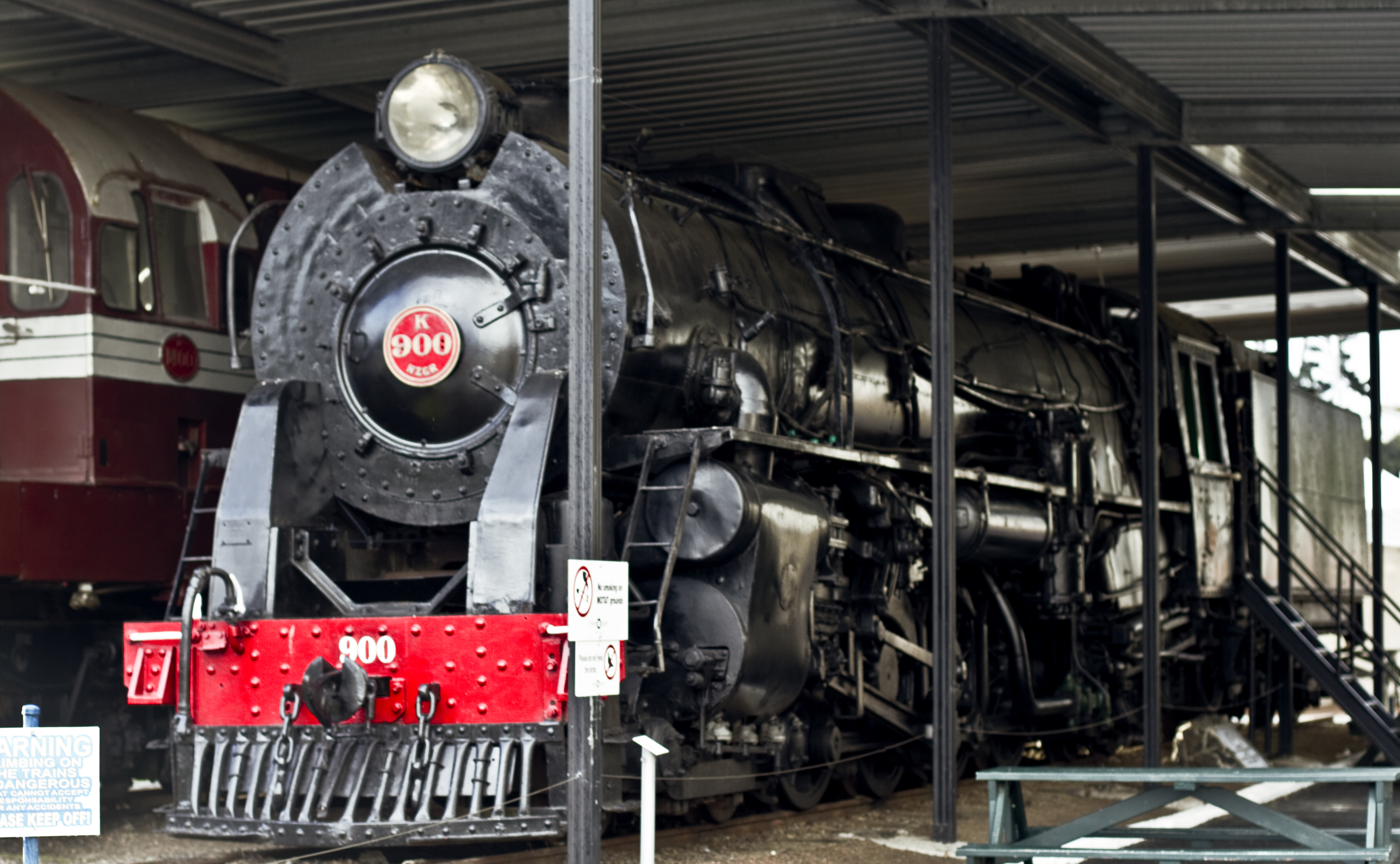
К900 в статической экспозиции

Музеи принадлежит несколько коллекций транспортных средств.
- Авиационная коллекция — крупнейшая в Новой Зеландии коллекция гражданских и военных самолетов, имеющих непосредственное отношение к истории страны.
- Железнодорожные локомотивы — семь паровозов от NZR F class 1874 года до NZR K class, промышленные и лесозаготовительные танк-паровозы; шесть тепловозов, в том числе DA class, заменивший паровоз NZR K class и ставший самым распространённым магистральным тепловозом Новой Зеландии.
- Железнодорожные вагоны.
- Трамвайная коллекция — более 20 электрических, паровых и кабельных трамваев, многие из которых находятся в рабочем состоянии. Оборудование и вагоны получены от трамвайных систем Окленда, Веллингтона, Крайстчерча и Данидина.
- Автобусная коллекция — обширная коллекцию исторических автобусов из района Окленда производства White Motor Company, Bedford Vehicles, Mercedes-Benz, MAN.
- Троллейбусная коллекция — коллекция троллейбусов, перевозивших пассажиров в Окленде между 1938 и 1980 годами.

## Трамвай
Трамвайные рельсы проложены на территории музея 16 декабря 1967 года. Позже линия была продолжена за его вдоль Грейт-Норт-роуд и открыта 19 декабря 1980 года. Дальнейшее расширение вдоль Моушен-роуд в Оклендский зоопарк открылось 5 декабря 1981 года. В 2006—2007 годах трамвайную линию дотянули второй части музея, она заработала 27 апреля 2007 года. Трамвай имеет сдвоенную колею: 1219 мм (4 фута) и 1435 мм (4 фута 8 1⁄2 дюйма).
Трамвай работает ежедневно, соединяя две части музея.